# Institutul de Biochimie al Academiei Române
Institutul de Biochimie al Academiei Române, fondat în 1958, are ca direcții principale de cercetare biochimia animalelor și plantelor, enzimologia și imunochimia. Există șapte grupuri de cercetare.